# Volodar Arturovics Murzin
Volodar Arturovics Murzin, oroszul: Володар Артурович Мурзин (Nyizsnyij Tagil, 2006. július 18. –) orosz sakknagymester, rapid világbajnok (2024).

## Élete és sakkpályafutása

### Karrierje
- Murzin 2017-ben szerezte meg első mesteri címét, 11 évesen lett mester.

- A 2018-as ifjúsági sakk Európa-bajnokságon U12-es bajnoki címet szerzett, amikor a döntő fordulóban döntetlent ért el Jakub Chyzy ellen.

- 2019-ben Murzin megszerezte második sakkozói címét, és nemzetközi mester lett. Ezt a teljesítményt mindössze 2 év után érte el, amióta Master lett.

## 2020
- 2020. december 08-án Murzin megnyerte a 2020-as orosz bajnokságot (juniorok). Ez volt az első országos bajnoki címe.

## 2021
- A 2021-es sakk-világbajnokságon, ahol a 151. kiemelt volt, nem sokkal a 15. születésnapja előtt a második fordulóba jutott, ahol a 23. helyen kiemelt Vlagyiszlav Artemjevtől egy ponttal kikapott a holtversenyben. Később a 2021-es Julius Baer Challengers Chess Touron indult, ahol a 4. helyen végzett.

## 2022
- 2022-ben Murzin elérte a nagymesteri címet, 3 évvel azután, hogy nemzetközi mester és 5 évvel azután, hogy mester lett.

Részt vett a 2022-es orosz bajnokság szuperdöntőjében. Annak ellenére, hogy 2541-es értékelésével ő volt a legalacsonyabban rangsorolt játékos a versenyen, a 3-5. helyen végzett.

## 2023
- 2023. április 19-én Murzin csatlakozott a 2023-as orosz bajnoksághoz (juniorok). 2023. április 27-én ért véget az esemény, és Murzin az első helyen végzett Arszenyij Neszterov oldalán, aki 4 győzelem, 5 döntetlen és 0 vereség után 6,5/9-es végeredménnyel végzett. Ez a verseny volt Murzin második országos bajnoki címe.

- 2023. május 25-én Murzin a 2023-as Sharjah Mastersen a 35. helyen végzett holtversenyben 14 másik játékossal. Végeredménye 4,5/9 volt 1 győzelemmel, 7 döntetlennel és 1 vereséggel.

- 2023. július 5-én Murzin megnyerte a 2023-as orosz felsőbb ligát Evgeniy Najer, Pavel Ponkratov, Ivan Rozum, Klementy Sychev és Artyom Timofeev társaságában holtversenyben 6/9-es végeredménnyel, 3 győzelemmel, 6 döntetlennel és 0 vereséggel.

2023. december 22-én Murzin a 2. helyen végzett (holtversenyben Chithambaram VR-rel). Aravindh, Ernesto J. Fernandez Guillen és Brandon Jacobson) a 2023-as Sunway Sitges versenyen. Végeredménye 8/10 volt 6 győzelemmel, 4 döntetlennel és 0 vereséggel. 0,5 pontra volt Abhimanyu Puraniktól, aki 8,5/10 ponttal nyerte meg a versenyt.

## 2024
2024. május 24-én Murzin visszatért a 2024-es Sharjah Masterre, és 6,5/9-es végeredménnyel, 4 győzelemmel, 5 döntetlennel és 0 vereséggel megnyerte a versenyt. Az első helyen holtversenyben végzett Bardiya Daneshvarral, Sam Shanklanddel és Shamsiddin Vokhidovval. Az eredmény nagy előrelépés volt a korábbi helyezéséhez képest, és az utolsó nagy győzelmét jelentette a világbajnoki cím előtt.
December 28-án Murzin megnyerte a 2024-es rapid sakkvilágbajnokságot, miután az utolsó fordulóban döntetlent ért el Karen H. Grigoryan ellen, majd az utolsó előtti fordulóban hihetetlen királymeneteléssel győzött R Praggnanandhaa ellen. A tornát 10/13-as mérleggel zárta, 7 győzelemmel, 6 döntetlennel és 0 vereséggel, köztük figyelemre méltó győzelmekkel a toplistás Fabiano Caruana, Hikaru Nakamura, Jan-Krzysztof Duda és Praggnanandhaa Rameshbabu ellen. 18 évével ő a második legfiatalabb rapid világbajnok a történelemben GM Nodirbek Abdusattorov után, aki 2021-es győzelme idején 17 éves volt..
Murzin a 2024-es villámsakk-világbajnokság svájci rendszerű versenyén a 8. helyen végzett, ezzel kvalifikálta magát a kieséses szakaszba, ahol a negyeddöntőben kikapott Ian Nepomniachtchitól.

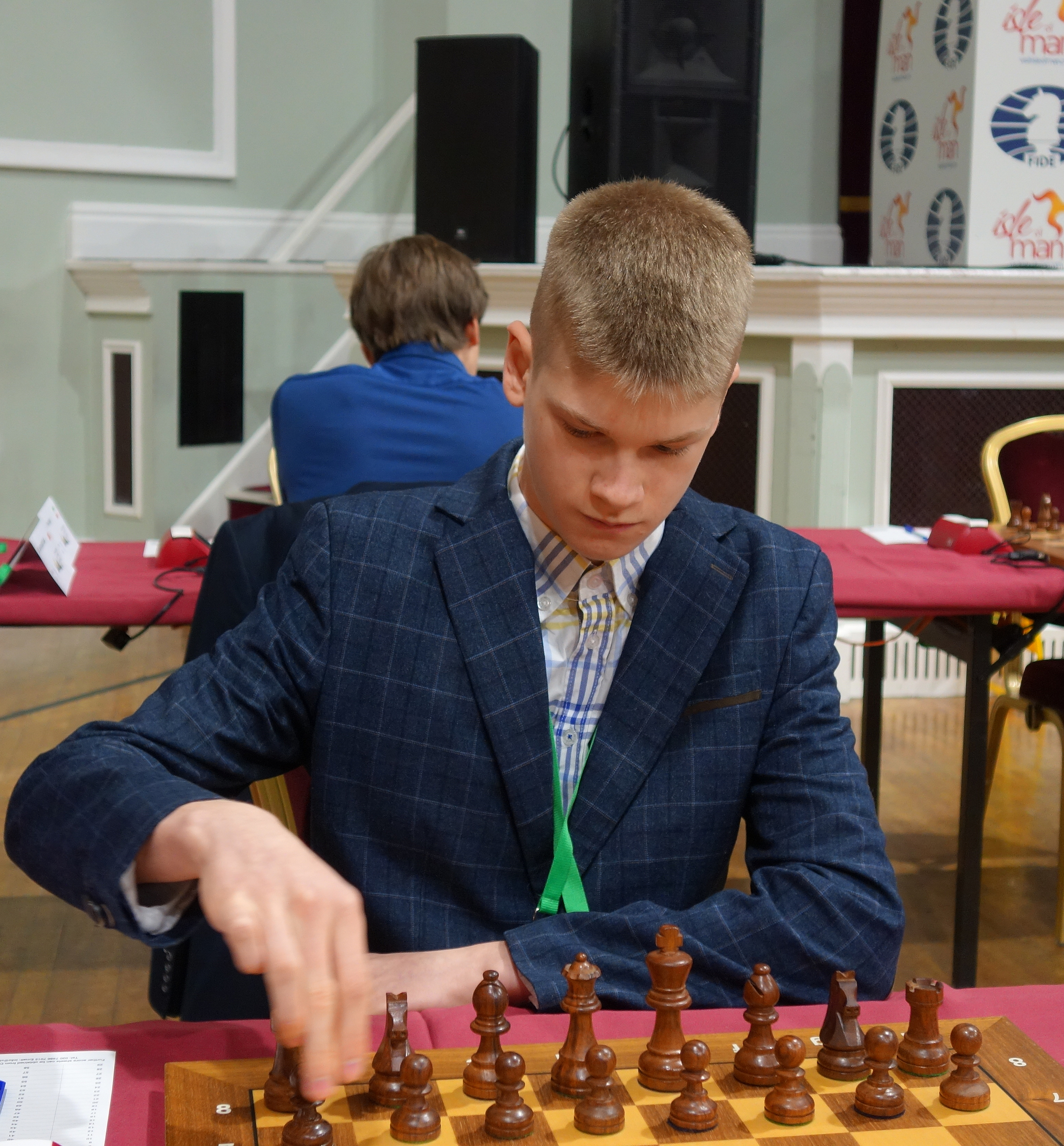
Volodar Arturovics Murzin